# Caprimulgus mahrattensis
Caprimulgus mahrattensis là một loài chim trong họ Caprimulgidae.